# 1879年臺灣
|        | 臺灣歷史 \| 台灣歷史年表 |
| 世纪： | 18世纪臺灣 \| 19世纪臺灣 \| 20世纪臺灣 |
| 年代： | 1840年代臺灣 \| 1850年代臺灣 \| 1860年代臺灣 \| 1870年代臺灣 \| 1880年代臺灣 \| 1890年代臺灣 \| 1900年代臺灣                                           |
| 年份： | 1874年臺灣 \| 1875年臺灣 \| 1876年臺灣 \| 1877年臺灣 \| 1878年臺灣 \| 1879年臺灣 \| 1880年臺灣 \| 1881年臺灣 \| 1882年臺灣 \| 1883年臺灣 \| 1884年臺灣 |
| 纪年： | 己卯年（兔年）、清朝光绪5年 |

## 政府

### 斯卡羅酋邦

瑯嶠君主：朱雷（Cudjuy Garuljigulj）

### 清帝國

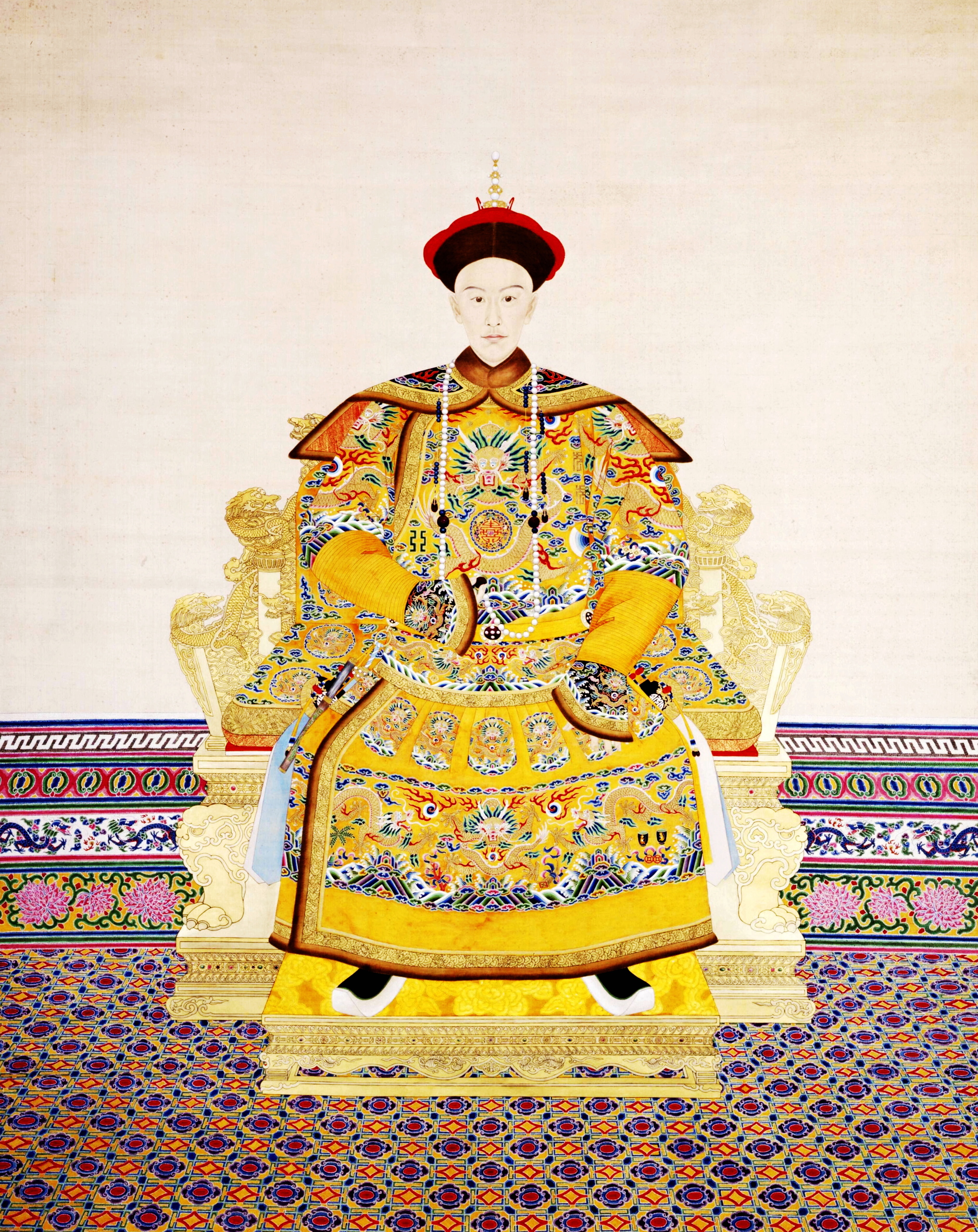
清朝皇帝：光绪帝
臺灣府知府：周懋琦

## 大事記
- 9月1日（七月十五日）：恆春縣城落成[1]:76
- 1879年 施大闢牧師開授台灣最早的正式西樂課程。[2]:85
- 臺灣白花蝴蝶蘭在蘭嶼被發現[3]

## 出生
- 蔡伯棕，1月10日。
- 辛西淮，2月9日。
- 蔡敏庭，3月11日。
- 井手薰，5月6日，出生於岐阜縣。
- 水越幸一，6月6日。
- 三卷俊夫，9月23日。
- 許遜謙，10月1日，出生於鹿港。
- 胡慶森，11月28日。

## 逝世
- 9月29日——李庥 (Hugh Ritchie)，英國長老教會宣道會牧師，因熱病在臺灣府城逝世。（1840年出生）